# 全民小英雄
《全民小英雄》（英語：We Can Be Heroes）是一部2020年美國超級英雄電影，由勞勃·羅里葛茲自編自導，亦身兼配樂、攝影和剪輯，並透過他的麻煩製造者工作室製作。該片為2005年電影《立體小奇兵：鯊魚男孩與岩漿女孩》和《小鬼大間諜》系列的衍生作，主演包括琵豔卡·喬普拉·強納斯、佩德羅·帕斯卡、亞亞·葛塞林、波伊德·霍布魯克、姜成鎬、泰勒·杜利（Taylor Dooley）及克利斯汀·史萊特。劇情描述當地球上的超級英雄被外星人抓走時，他們的子女們必須團結一致度過各種難關。
《全民小英雄》2020年12月25日在Netflix上發行。

## 劇情
超級英雄奇蹟俠和科技寶遇到了外星飛船，並被敵方打落到了地球。一個小時前，馬可斯·莫雷諾的女兒蜜西和父親一起在家裡，消息傳出後，襲擊事件爆發。蜜西被帶到英雄戰隊（Heroics）總部，與其他英雄的子女一起被保護在保險庫中。從英雄戰隊退休的馬可斯被負責人格拉娜達女士要求出擊，與組織全體英雄共同對抗外星人。
蜜西和其他孩子相識：非常聰明的阿輪、可伸展身體的麵條、擅長繪畫的歐荷、隨機超能力的全能王牌、控制時間的雙胞胎倒退和快轉、能變臉的變臉王、具有鯊魚力量且能控制水的孔雀魚、移動緩慢的慢動作及藉由唱歌來移動物體的阿卡貝拉。孩子們在電視上觀看外星人與英雄戰隊之間的戰鬥，英雄戰隊最終全數遭到俘虜。蜜西意識到歐荷的畫作預知了5分鐘後的未來，得知將會有外星人入侵房間，這讓孩子們構思起一個逃生計劃。變臉王誘使警衛進入房間並讓孔雀魚擊倒他們，但其中一名警衛按下按鈕，封鎖了總部。倒退將時間倒轉，讓阿輪阻止警衛按下按鈕，麵條搶走他們的卡。格拉娜達女士在走廊上發現了蜜西並關上了門，但阿卡貝拉利用警衛們做了一個通往屋頂的階梯，孩子們成功搭乘纜車離開。
阿卡貝拉因疲乏而使纜車降落在蜜西奶奶安妮塔的房子裡，她曾是英雄戰隊的導師。她訓練孩子們運用團隊合作來對抗外星人。蜜西受挫折，但安妮塔鼓勵她。直到安妮塔被外星人綁架，而孩子們則提前利用通向田野的隧道逃走。孩子們發現了外星人的飛船後登上了飛船，慢動作差點被外星人抓住；他們利用飛船進入外星人總部。他們到達帶有紫色金字塔的房間，該宇宙飛船即將被送往地球以開始「接管」整個星球。孩子們在房間裡發現美國總統後，遇見了格拉娜達女士；格拉娜達女士祝賀他們找到了飛船並「擊敗了外星人」。
但孩子們發現她和總統是外星人的領導，使他們被帶到牢房。孩子們難過流淚，孔雀魚收集大家的眼淚製作成鑰匙，眾人逃出牢房。全能王牌和變臉王脫隊，格拉娜達女士捉住了全能王牌並對其進行詢問，而其他孩子則回到紫色金字塔的地方。阿輪試圖進入主機板，但防護力場擋住了他。歐荷透露自己是真正的外星指揮官。格拉娜達女士發現眼前的全能王牌是由變臉王偽裝後，前往控制室阻止全能王牌，但反被已經能控制自身超能力的全能王牌制伏。歐荷利用繪畫創造出多隻實體怪物攻擊蜜西等人，但孩子們阻止了牠們。隨著火箭發射時間的結束，阿輪破壞了主板並將新的交換給了火箭。隨著時間的流逝，英雄戰隊們從金字塔中走出，歐荷透露，她和總統、格拉娜達女士是為了訓練孩子們成為一個團隊，以夠格接任父母的職權並幫助外星人而來地球。孩子們和父母團聚，最後孩子們以蜜西為首成為了獨當一面的英雄。

## 演員
- 亞亞·葛塞林（英语：YaYa Gosselin）飾演蜜西·莫雷諾（Missy Moreno），馬可斯的女兒，無超能力但具備領袖特質。
- 哈拉·芬利（Hala Finley）飾演歐荷（Ojo），格拉娜達女士的繼女，不說話，能繪畫出未來發生的事。
- 萊昂·丹尼爾斯（Lyon Daniels）飾演麵條（Noodles），隱形少女的兒子，能使身體如橡膠般變形。
- 奈森·布萊爾（Nathan Blair）飾演全能王牌（Wild Card），科技寶的兒子，具備各種超能力，但隨機產生。
- 安迪·華肯（英语：Andy Walken）飾演阿輪（Wheels），奇蹟俠的兒子，具備天才級的頭腦，因骨骼無法承受其強壯的肌肉而坐著輪椅。
- 路圖絲·布菈瑟（Lotus Blossom）飾演阿卡貝拉（A Capella），合唱夫人的女兒，能利用聲納來移動物體。
- 狄倫·亨利·劉（Dylan Henry Lau）飾演慢動作（Slo-Mo），無影飛毛腿的兒子，因受困於時間扭曲而使自身移動緩慢。
- 薇薇安·萊拉·布萊爾（Vivien Blair）飾演孔雀魚（Guppy），鯊魚男孩和岩漿女孩的女兒，能控制水且具備鯊魚力量。
- 以賽亞·羅素-貝利（Isaiah Russell-Bailey）飾演倒退（Rewind），深紅傳奇和紅色電怒的兒子，能將時間回溯幾秒。
- 艾基拉·艾克巴（Akira Akbar）飾演快轉（Fast Forward），深紅傳奇和紅色電怒的女兒，能將時間加速幾秒。
- 安德魯·迪亞斯（Andrew Diaz）飾演變臉王（Facemaker），粉碎大師的兒子，擁有變臉的能力。
- 琵豔卡·喬普拉·強納斯飾演格拉娜達女士（Ms. Granada），英雄戰隊（Heroics）負責人。
- 亞卓安娜·拜拉薩（英语：Adriana Barraza）飾演安妮塔·莫雷諾（Anita Moreno），馬可斯的母親，英雄戰隊的前教練。
- 佩德羅·帕斯卡飾演馬可斯·莫雷諾（Marcus Moreno），擅長劍術和磁力的超級英雄。
- 波伊德·霍布魯克飾演奇蹟俠（Miracle Guy），各方面高強度的超級英雄。
- 克利斯汀·史萊特飾演科技寶（Tech-No），精通科技裝備的超級英雄。
- 泰勒·杜利（Taylor Dooley）飾演岩漿女孩，具有熔岩力量的超級英雄。岩漿女孩是來自杜利在《立體小奇兵：鯊魚男孩與岩漿女孩（英语：Lavagirl）》（2005年）中飾演的相同角色。
- 姜成鎬飾演無影飛毛腿（Blinding Fast），能高速移動的超級英雄。
- 海莉·萊因哈特（英语：Haley Reinhart）飾演合唱夫人（Ms. Vox），具有聲吶力量的超級英雄。
- J·J·達許諾（J.J. Dashnaw）飾演鯊魚男孩（Sharkboy），具有鯊魚力量、沉默寡言的超級英雄。鯊魚男孩是來自泰勒·洛納在《立體小奇兵：鯊魚男孩與岩漿女孩》中飾演的相同角色。
- 克里斯多夫·麥當勞飾演尼爾·安納米（Neil Anami），美國總統。尼爾·安納米是來自麥當勞在《SK-2惡夢島（英语：Spy Kids 2: The Island of Lost Dreams）》（2002年）中飾演的相同角色。
- J·昆頓·傑克森（J. Quinton Johnson）飾演深紅傳奇（Crimson Legend），能利用太陽能爆炸的超級英雄。
- 布蘭特妮·派瑞-羅素（Brittany Perry-Russell）飾演紅色電怒（Red Lightning Fury），具有操控電力的超級英雄。
- 潔咪·佩雷斯（Jamie Perez）飾演隱形少女（Invisi Girl），具有隱形能力的超級英雄。
- 布倫特利·海爾布朗（英语：Brently Heilbron）飾演粉碎大師（Crushing Low），高強度體質的超級英雄。

## 製作
2019年8月21日，據報導，勞勃·羅里葛茲將自編自導《全民小英雄》，由琵豔卡·喬普拉·強納斯、克利斯汀·史萊特和佩德羅·帕斯卡等人主演；電影由羅里葛茲的麻煩製造者工作室製作，Netflix發行。主要拍攝於2019年8月在德克薩斯州進行。

## 發行
《全民小英雄》2020年12月25日在上線；原本的發行日為2021年1月1日。

## 反響
匯總媒體網站爛番茄基於39條評論，該片持有69%的新鮮度，平均評分為6.29／10；該網站共識：「儘管對成年人來說可能太過瘋狂，但《全民小英雄》將其精緻的主題與熱情和熱忱的創意相結合。」。電影在Metacritic上根據9位評論家的評論而得53分。
《全民小英雄》上線後獲得4400萬家庭的關注，在其88個國家的兒童總體名單中排名第一。

## 可能的續集
2021年1月4日，據報導，Netflix正在開發續集。

## 備註
1. ↑  當時掛名為「瑞瑟·麥斯」。

## 外部連結
- 互联网电影数据库（IMDb）上《全民小英雄》的资料（英文）
- 在Netflix上觀看《全民小英雄》

#invoke:NavboxV2